# Municipio de Cunningham (Illinois)
El municipio de Cunningham (en inglés: Cunningham Township) es un municipio ubicado en el condado de Champaign en el estado estadounidense de Illinois. En el año 2010 tenía una población de 41250 habitantes y una densidad poblacional de 1.361,96 personas por km².

## Geografía
El municipio de Cunningham se encuentra ubicado en las coordenadas 40°6′37″N 88°11′50″O / 40.11028, -88.19722. Según la Oficina del Censo de los Estados Unidos, el municipio tiene una superficie total de 30.29 km², de la cual 30.18 km² corresponden a tierra firme y (0.34%) 0.1 km² es agua.

## Demografía
Según el censo de 2010, había 41250 personas residiendo en el municipio de Cunningham. La densidad de población era de 1.361,96 hab./km². De los 41250 habitantes, el municipio de Cunningham estaba compuesto por el 60.37% blancos, el 16.31% eran afroamericanos, el 0.27% eran amerindios, el 17.76% eran asiáticos, el 0.14% eran isleños del Pacífico, el 2.06% eran de otras razas y el 3.09% pertenecían a dos o más razas. Del total de la población el 5.25% eran hispanos o latinos de cualquier raza.